# Der Tod eines Doppelgängers
Der Tod eines Doppelgängers ist ein 1966 entstandener, deutsch-belgischer Kriminalfilm von Rolf Thiele mit Jürgen Draeger in der Hauptrolle.

## Handlung
Die Geschichte spielt unter den „jungen Wilden“ dieser rebellischen Zeit (ausgehende 1960er Jahre) – Männer, die das Leben genießen wollen: hübsche Mädchen, viel Geld und flotte fahrbare Untersätze: kurz Freiheit. Der arbeitsscheue Jack ist einer von ihnen. Auch er, der Motorradfan, träumt davon, schöne, junge Frauen aufzureißen und bei möglichst wenig Aufwand viel Geld zu machen, um seine Lebensträume zu verwirklichen. Seine derzeitige Flamme ist die hübsche Peggy, die Fotomodell werden will, mit der er sein langweiliges Heimatkaff verlassen hat und in die nächste Großstadt aufbricht.
In der belgischen Diamantenmetropole Antwerpen lernt Jack den verklemmten, blonden Cutler kennen, ganz offensichtlich ein gehemmter Langweiler, wie Jack vermutet, der bei einem Juwelier angestellt ist. Jack braucht nicht lang, um herauszubekommen, dass Cutler, der sich von Jacks forscher Art beeindrucken lässt, im Auftrag seines Chefs Hoggan an jedem Freitag einen Schub illegal eingeführter Diamanten von Antwerpen nach Brüssel bringt. Für Jack ist dies der Wink des Schicksals, auf den er immer gehofft hat: Er plant, Cutlers bei seiner nächsten Dienstreise in Antwerpen auszurauben und dort zu ermorden.
Alles ist genau durchdacht. Jack hat sich die Haare blond gefärbt, ahmt Cutlers Gang bis aufs i-Tüpfelchen nach, trägt den gleichen Anzug und gleichfalls eine Brille. Als Cutler will Jack nach dessen Tod an denjenigen späteren Zeugen vorbeigehen, die ihn bei seinen Botengängen jeden Freitag gesehen haben, sodass Cutler nach deren Aussagen in Antwerpen noch gelebt haben muss, und die Polizei den Tatort in Brüssel verorten muss. Er unternimmt einfach alles, um in der Maske seines Opfers sämtliche Hinweise auf das Verbrechen zu vertuschen. Jedes Detail seines Plans ist so perfekt ausgeklügelt, dass er einfach schiefgehen muss...
Denn Cutler, der wie Jack nicht abgeneigt ist, auf schnelle, kriminelle Weise zu großem Reichtum zu kommen, hatte einen ähnlichen Plan, nur dass er seinen Chef auf seine Weise auszurauben gedenkt. Er versucht ausgerechnet Peggys Freundin Margaret "aufzureißen", die er auf in der ganzen Stadt aufgehängten Plakaten entdeckt. Juwelier Hoggan, der auf Männer (und besonders auf Cutler) steht, wird dabei von seinem Untergebenen getötet. Für sich und seine Flamme hat Cutler gleich nach seinem Coup einen Flug ausgerechnet in derjenigen Maschine gebucht, die auch für Jack mit Peggy zwei Plätze bereithält. Es kommt zum Überfall Jacks, den Cutler nicht überlebt. Jack wandelt nun als zweiter Cutler auf dessen Spuren, zum Doppelgänger des Ermordeten. Doch am Ende wartet eine böse Überraschung auf ihn. Denn am Flughafen wartet nicht nur Peggy auf ihn, sondern an ihrer Seite auch Margaret, die ihrem „Cutler“ freudig zuwinkt. Er nimmt die Brille ab. Die Polizei hat darauf nur gewartet und verlangt, seinen Ausweis zu sehen. Jack alias „Cutler“ greift in die Tasche, um Cutlers Pass zu zeigen, doch die Polizisten nehmen an, dass der wegen Mordes an Hoggan Gesuchte zu einem Revolver greifen will. Es fällt ein Schuss...

## Produktionsnotizen
Der Tod eines Doppelgängers ist einer der unbekanntesten und nahezu vergessenen Inszenierungen Thieles. Der Film entstand im Oktober/November 1966 in Brüssel und Antwerpen und lief am 6. Januar 1967 in den deutschen Kinos an.
Der für diesen Film extrem blondierte Werner Pochath gab hier sein Filmdebüt. Udo Jürgens singt das Titellied „Nobody Knows“.

## Kritiken
„Rolf Thiele … interessiert sich vor allem für ihre psychologischen Hintergründe. Er konfrontiert den harten, halbstarken von seiner Freundin auf Trab gebrachten Jack mit einem sensiblen, verklemmten Cutler; er zeigt, wie sich die Gewichte allmählich verlagern, wie Jack bei seinem ersten Mordversuch versagt, wie nun Cutler zum Mörder an seinem homosexuellen Chef wird und ironischerweise damit auch Jacks Pläne vereitelt. (…) Man registriert eine Kamera (Wolf Wirth), die sich nicht verselbständigt, sondern von ein paar störenden Spielchen abgesehen, selbstlos den zu photographierenden Dingen dient (…) Auch Thieles Inszenierung ist … stoffgerecht; man sucht vergeblich nach jenen Kunstgewerbe-Effekten, die ihn berühmt gemacht haben. (…) Draeger entpuppt sich als einer der talentiertesten Nachwuchsdarsteller des bundesdeutschen Films. (…) Wo Pochath übertreibt und sich um seine Wirkung bringt, legt Draeger seinen Part zurückhaltend an.“

„Ein Mann studiert die Rolle eines anderen ein, beseitigt diesen, setzt sich an seine Stelle und wird an seiner Stelle verhaftet, weil der andere eben auch einen Mord begangen hat. Man muß nicht gleich an Hitchcock denken, um sich vorzustellen, was filmischer Sachverstand auch aus einem so trivialen und verbrauchten Motiv machen kann. Für Rolf Thiele ist es nur windiger Vorwand, um seiner Anthologie sexualpsychologischer Besonderheiten ein paar neue Stücke – von geringem Seltenheitswert – beizufügen.“

„Der mit Komplexen behaftete unterwürfige Gehilfe eines abartigen Juweliers wird das Opfer eines Doppelgängers, der ein perfektes Verbrechen plante. Ein mit Freudschen Theorien vollgestopfter, psychologisierender Psychokrimi, stellenweise gut fotografiert, aber oberflächlich, zusammenhanglos und ohne Spannung inszeniert. Jedes wirklichkeitsnahe geistige Engagement verschwindet hinter modischen Effekten und einer leicht anrüchigen Atmosphäre.“

„Hinter dem anspruchsvollen Wort ‚Psychokrimi‘ verbirgt sich eine an Spannung und Psychologie arme Handlung, die von extremen bzw. abartig veranlagten Typen getragen wird.“